# Mithril
El mithril es un metal ficticio concebido por el escritor británico J. R. R. Tolkien para ambientar las historias de su legendarium, y que aparece en su novela El Señor de los Anillos. El concepto ficticio ha sido tomado y adaptado posteriormente para el argumento de otras obras de literatura fantástica como la serie de Reinos Olvidados, y de múltiples videojuegos, así como en la trilogía cinematográfica sobre la novela de Tolkien. 
Mithril significa ‘brillo gris’ en sindarin, ‘Lilith’ en Castellano

## Descripción
Se dice que es el más duro de los metales y que tiene diversas propiedades. Aparentemente, tiene el aspecto de la plata, pero no se oxida ni ennegrece jamás, como el platino; siendo considerado mucho más valioso que el oro. Sin embargo poseería una mayor fortaleza en comparación a la plata y el platino.
Químicamente el Mithril se parece al paladio, pero más duro y bastante más liviano.

## Historia ficticia
Es muy común relacionar el mithril con los enanos, quienes tienen fama de tener gran habilidad en el manejo de los metales. Se dice que obraron maravillas de artesanía con el mithril. El único lugar de la Tierra Media donde se lo podía encontrar era las minas de Moria, y si bien el mithril fue causa de la fama de los Enanos, fue también la perdición de este pueblo, pues cavaron demasiado hondo y con demasiada codicia, despertando, en 1980 de la Tercera Edad, (coincidiendo con la destrucción de Arthedain y de Angmar, y con la decadencia de Gondor) a un Balrog de Morgoth que dormía bajo las montañas. Esto ocasionó el éxodo de los enanos de Moria y el abandono de este antiguo reino enano. 
En El Señor de los Anillos, Bilbo Bolsón obsequia a su sobrino Frodo con una cota de malla de mithril, que le salva la vida en las minas de Moria. Su valor era incalculable, tanto que Gandalf dice en un momento que posiblemente sea más valiosa que toda la Comarca. Era extremadamente dura, y sin embargo, ligera y casi tan flexible como un lienzo.

## Adaptaciones
En las películas basadas en la obra de Tolkien, se representa al mithril como un material flexible y liviano excelente para fabricar cotas de malla.

### Adopción del término por otras ficciones
El mithril es un elemento recurrente en otras obras literarias y series fantásticas. Por ejemplo, está presente en el mundo de Dungeons & Dragons, así como en muchos otros universos de juegos de rol y videojuegos. Algunos ejemplos de estos últimos son: "Aion",Arx Fatalis, Blue Dragon, Cabal Online, Chrono Cross, Empire Strike, Fiesta Online, Final Fantasy, 
Golden Sun, Guild Wars 2, Harvest Moon, Helbreath, Karos Online, Kingdom Hearts,Lineage II, Mabinogi, MapleStory, Patapon, Ragnarok Online, Realm of The Mad God, RuneScape, Shaiya Online, Shining Force, Tales of the Abyss, The Elder Scrolls IV: Oblivion , World of Warcraft, Clash of Kings , DOTA 2, Terraria , Craft The World o Worldbox
En algunos de los casos anteriores el nombre se adapta ligeramente, como «mitrilo» o  simplemente «mitril».
En la serie de anime Full Metal Panic!, «Mithril» es el nombre de una organización antiterrorista multinacional, de la cual el protagonista es miembro de sus fuerzas de elite.
En el anime Knight's & Magic, el «Mithril» es el mineral utilizado para la creación de reactores Ether, el núcleo de robots gigantes llamados Silhouette Knights.
El grupo de power metal sueco Dragonland ambienta sus canciones en mundos fantásticos y habla en algunas de ellas de unas montañas llamadas Mithril Mountains.
En la Novela ligera Overlord (libro), la medalla de «Mithril» representa el tercer mayor rango de los aventureros, solo por debajo de las medallas Adamantite y Orichalcum.
En el Anime Little Witch Academia, más específicamente en el episodio 19 de la temporada 2, se muestra un tablero de ajedrez de «Mithril» como un artefacto en venta de la familia Cavendish.
- Datos: Q266511